# Corazón del Valle
Corazón del Valle är en ort i Mexiko.   Den ligger i kommunen Cintalapa och delstaten Chiapas, i den sydöstra delen av landet, 600 km sydost om huvudstaden Mexico City. Corazón del Valle ligger 796 meter över havet och antalet invånare är 133.
Terrängen runt Corazón del Valle är varierad. Runt Corazón del Valle är det ganska glesbefolkat, med 48 invånare per kvadratkilometer. I omgivningarna runt Corazón del Valle växer huvudsakligen savannskog.